# Ectoedemia albida
Ectoedemia albida là một loài bướm đêm thuộc họ Nepticulidae. Nó là loài duy nhất được tìm thấy ở miền nam Turkmenistan và miền bắc Iran.
Sải cánh dài khoảng 7.4 mm. Adults are on in tháng 4 và tháng 5.
The hostplant is unknown, but it is probably a Populus species.

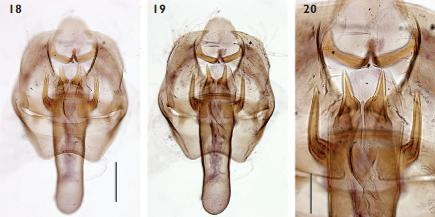
Male genitalia
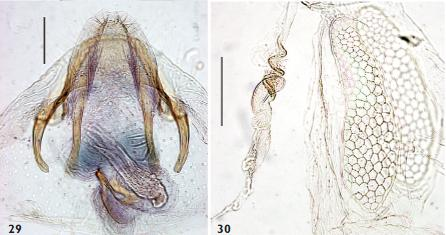
Female genitalia